# Franc-Nohain
Maurice Étienne Legrand, que publicà sota el pseudònim Franc-Nohain (Corbigny, 25 d'octubre de 1872 - París, 18 d'octubre de 1934), va ser un llibretista i poeta francès. És ben conegut pels seus llibrets per a l'òpera de Maurice Ravel L'Heure espagnole i per nombroses operetes per a Claude Terrasse.
Maurice Étienne Legrand nasqué el 1872 a Corbigny. Estudià al Lycée Janson de Sailly. A finals de la dècada de 1880 contribuí amb poemes a la revista literària Potache-Revue junt amb André Gide, Léon Blum, Pierre Louÿs, Maurice Quillot i d'altres. Més tard publicà a la revista Le Chat noir. També fundà Le Canard sauvage i va ser editor de L'Écho de Paris.
El seu pseudònim literari,Franc-Nohain,deriva del Riu Nohain, on hi va passar moltes hores quan era nen.
Amb Alfred Jarry i Claude Terrasse cofundaren el Théatre des Pantins, on el 1898 es van fer marionetes de l'Ubu Roi.